# Пега Мерсийская
Пе́га Ме́рсийская (ок. 673, Мерсия — ок. 719, Рим) — отшельница Мерсийская, святая Католической церкви, память 8 января.

## Биография
Святая Пега родилась в Мерсии, в Англии. Она была сестрой св. Гутлака из Кроуланда. Будучи девой, вела отшельническую жизнь в Фенсе, нынче Пикирк, церковь Пеги в Нортгемптоншире, что была неподалёку от её брата. Когда брат понял, что его смерть близка (714), то позвал её на свои похороны. Чтобы туда добраться, Пега, по преданию, плыла вниз по Велланду и излечила слепого из Висбеха, что был на её пути. Гутлак завещал ей свои Псалтырь и плеть. Всё это она передала в монастырь, возникший около места её уединения. После кончины Гутлака она, по рассказам, отправилась в Рим и там отошла к Господу ок. 719 года.
Ордерик Виталий утверждал, что её мощи сохранились в одной из Римских церквей, и на месте её погребения творились чудеса.